# Mäls
Mäls es un pueblo de Liechtenstein, localizado en el municipio de Balzers.